# Britannia XI Football Club
El FC Britannia XI es club de fútbol en la Liga Nacional de Gibraltar. El club, al igual que todos los demás en el territorio, el juego en el estadio Victoria en la avenida Winston Churchill. El club era conocido previamente como Britannia FC y anteriormente fue uno de los lados más dominantes en Gibraltar, ganando varios campeonatos en la década de 1950, hasta entrar en la administración y la reagrupación con su nombre actual en 2009. En 2014 se aseguraron la promoción de nuevo a la Primera División después de ganar el título de Segunda División.

## Estadio
Victoria Stadium es un estadio de usos múltiples en Gibraltar. Actualmente se utiliza sobre todo para los partidos de fútbol y cuenta con cerca de 5000 personas. Está situado cerca del aeropuerto de Gibraltar al lado de la avenida Winston Churchill. Debe su nombre a la esposa del filántropo gibraltareño John Mackintosh.

## Patrocinadores
- Adidas (2012)-(2014)
- Jako (2015)

## Jugadores y cuerpo técnico

### Plantilla y cuerpo técnico 2011/12
- Actualizado el día de mes de año.

(Información de la plantilla actual de jugadores y cuerpo técnico del club)
Usar: Plantilla:Equipo de fútbol inicio, Plantilla:Jugador de fútbol y Plantilla:Equipo de fútbol fin

### Entrenadores
(Resumen de entrenadores y cuerpo técnico del club)

#### Cronología de los entrenadores
(Incluirse en caso de que no exista anexo)
- Desconocido (?).
- James Munden (2013/14).

## Gerentes Notables
| Nombre       | Periodo   | Trofeos                   |
| ------------ | --------- | ------------------------- |
| James Munden | 2013-2014 | Gibraltar Second Division |

## Fútbol sala
En la temporada 2015-16 el club jugó en la cuarta división donde terminó 5°.